# Американські дракони
«Американські дракони» — кінофільм режисера Ральфа Гемекера, який вийшов на екрани в 1998 році.

## Зміст
Нью-Йоркському поліцейському Тоні Люку доручають справу про вбивство впливового бізнесмена Нода, одного з заправив Якудзи. Під час розслідування до нього приєднується колега з Сеула, підозрюючи, що ця смерть - справа рук жорстокого вбивці Куро - Най. Цей нещадний майстер бойових мистецтв належить до кримінального синдикату, який підпорядковує собі інші злочинні угруповання, вбиваючи їх лідерів. Компаньйони розставляють пастку, не припускаючи, що їх імена стоять у списку наступними. Починається смертельна гра, коли кожен вважає себе мисливцем і кожен може виявитися жертвою.

## Ролі
| Актор               | Роль     |
| ------------------- | -------- |
| Майкл Б'єн          | -        |
| Пак Чун Хун         | -        |
| Кері-Хіроюкі Таґава | Матсуяма |
| Дон Старк           | -        |
| Байрон Манн         | -        |
| Бенжамін Ретнер     | -        |
| Лорена Гейл         | -        |
| Хіро Канагава       | -        |
| Бред Лорі           | -        |
| Дін Чоу             | -        |

## Знімальна група
- Режисер — Ральф Гемекер
- Сценарист — Ерік Сальцгабер, Кит У. Стрендберг
- Продюсер — Бред Кревой, Р.Дж. Мурільо, Стівен Стаблер
- Композитор — Джоел Голдсміт